# 内山武夫
内山 武夫（うちやま たけお、1940年4月4日 - 2014年4月5日）は、日本の美術史家。専門は近代の日本画。

## 人物・来歴
兵庫県出身。1965年京都大学大学院文学研究科修士課程修了、国立近代美術館京都分館研究員に採用、1967年京都国立近代美術館事業科研究員、1975年事業科研究官に昇任、1977年学芸科主任研究官、1981年8月学芸課長、1994年東京国立近代美術館次長、1998年から2005年まで京都国立近代美術館館長を務めた。
2011年瑞宝中綬章受章。

## 共編著・監修
- 『現代日本美術全集 4 村上華岳・土田麦僊』加藤一雄共解説 集英社, 1972
- 『日本の名画 18 上村松園』編著 講談社, 1973
- 『巨匠の名画 15 土田麦僊』河北倫明共編集・解説 学習研究社, 1977.3
- 『日本の名画 4 竹内栖鳳』編集　中央公論社, 1977.3
- 『日本の名画 9 鏑木清方・上村松園・竹久夢二』竹田道太郎,長田幹雄共編著 講談社, 1977.8
- 『現代日本の美術 原色 第3巻 京都画壇』編著 小学館, 1978.1
- 『現代日本画全集 第6巻 山口華楊』集英社, 1981.10
- 『現代の水墨画 1 富岡鉄斎・竹内栖鳳』解説 講談社, 1984.2
- 『現代の水墨画 5 村上華岳・入江波光』解説 講談社, 1984.5
- 『現代日本絵巻全集 5 塩原の奥 山元春挙画. 長恨歌 橋本関雪画』解説 小学館, 1984.8
- 『日本画素描大観 6 土田麦僊』編集解説 講談社, 1985.3
- 『足立美術館』足立美術館学芸部 共著. 保育社,(カラーブックス)  1986.8
- 『20世紀日本の美術 アート・ギャラリー・ジャパン 7 村上華岳/入江波光』田中日佐夫共責任編集 集英社, 1987.6
- 『美しい日本 風景画全集 6 京都. 1』責任編集 ぎょうせい, 1988.2
- 『美しい日本 風景画全集 7 京都 2/近江』責任編集 ぎょうせい, 1988.8
- 『土田麦僊画集』編著. 毎日新聞社, 1990.4
- 『池田遥邨画集山頭火行く』編. 毎日新聞社, 1991.3
- 『名画と出会う美術館 Art compass 第8巻 近代の日本画』構成・解説 小学館, 1992.5
- 『橋本関雪展 没後五〇年記念』木村重圭共監修, 朝日新聞社文化企画局名古屋企画部 編. 白沙村荘, 1994
- 『箱崎睦昌襖絵展 信貴山・玉蔵院奉納記念』監修. アートワン, 1996
- 『小野竹喬大成』監修, 上薗四郎 編. 小学館, 1999.9
- 『五代・六代清水六兵衞展 京焼革新の軌跡』松原龍一共監修,松原龍一, 日本経済新聞社共編. 日本経済新聞社, 2000
- 『京都画壇11人の巨匠たち」展 文化勲章に輝く』島田康寛共監修, 京都新聞社編. 京都新聞社, 2001
- 『上村松園展 珠玉の美人画-その誕生の軌跡』上村淳之共監修,広島県立美術館,宇都宮美術館, 日本経済新聞社 編. 日本経済新聞社, 2003
- 『伊東深水展』島田康寛共監修, 京都新聞社 編. 京都新聞社, 2006
- 『富本憲吉展 生誕120年』監修, 京都国立近代美術館,朝日新聞社編. 朝日新聞社, 2006
- 『日展一〇〇年』監修,国立新美術館,宮城県美術館,広島県立美術館,富山県立近代美術館,日本経済新聞社編. 日本経済新聞社, 2007.7
- 『近代日本画にみる麗しき女性たち 松園と美人画の世界』島田康寛共監修. 神戸新聞社, 2008
- 『橋本関雪』島田康寛共監修,姫路市立美術館,富山県水墨美術館,島根県立美術館, 神戸新聞社 編. 神戸新聞社, 2009
- 『美人画の系譜 鏑木清方と東西の名作百選 福富太郎コレクション』島田康寛共監修. 青幻舎, 2009.1